# 亞歷山大·托多瓦
亞歷山大·托多瓦（1987年11月2日—）是一位喬治亞橄欖球運動員。他是喬治亞國家橄欖球隊的一員，代表喬治亞參加了2015年世界盃橄欖球賽。